# (6764) Kirillavrov
(6764) Kirillavrov est un astéroïde de la ceinture principale.

## Description
(6764) Kirillavrov est un astéroïde de la ceinture principale. Il fut découvert le 7 octobre 1981 à Nauchnyj par Lioudmila Tchernykh. Il présente une orbite caractérisée par un demi-grand axe de 2,26 UA, une excentricité de 0,14 et une inclinaison de 7,0° par rapport à l'écliptique.

## Compléments